# Leonid Wiazemsky
Le prince Léonide Dimitriévitch Wiazemsky (ou Viazemski, en russe : Леонид Дмитриевич Вяземский), comte Levachov, est un aristocrate russe, né le 19 août 1848 à Tambov (Russie) et mort le 24 novembre 1909 à Lausanne (Suisse).

## Biographie
Le prince Wiazemsky est un membre de la noblesse russe.
Il s'a formé dans le lycée impérial Alexandre.
Il était officier général de cavalerie cosaque dans la guerre russo-turque de 1877-1878 au command des cosaques d'Astrakhan, membre du Conseil d'État de l'Empire russe et ministre des Apanages de l'empereur Nicolas II. Il a également été gouverneur d'Astrakhan.
Il fut décoré avec l'ordre de Sainte-Anne de première classe, l'ordre de Saint-Stanislas de deuxième classe, l'ordre de Saint-Vladimir de quatrième classe, l'ordre de Saint-Vladimir de deuxième classe, l'ordre de Saint-Vladimir de troisième classe, l'ordre de Saint-Stanislas de première classe, l'ordre de Sainte-Anne de troisième classe, l'ordre de l'Aigle blanc et l'ordre de Sainte-Anne de deuxième classe et l'épée d'or pour le courage.
Propriétaire du domaine de Lotarevo, il y fait construire une église, une école, et un hôpital à l'attention des paysans qui travaillent sur le domaine. Lotarevo est célèbre dans toute la Russie pour son élevage d'étalons. Le peintre Edouard Morerod y séjournera pendant 3 mois, en tant que précepteur des enfants du prince. L'ensemble du domaine sera démantelé au cours des troubles qui suivent la révolution d'Octobre.
Il fut sépulté dans le district de Gryazinsky.

## Marriage et déscendance
Marié à la comtesse Maria Wladimirovna Levachova (Saint-Pétersbourg, 5 mars 1859 - Sainte-Geneviève-des-Bois, 7 octobre 1938), fille du comte Wladimir Vassiliévitch Levachov (1834 - 1898) et de sa femme la comtesse Olga Victoriovna Panina (1836 - 1904) et petite-fille maternelle du comte Victor Nikititch Panin (28 mars 1801 - Nice, 12 avril 1874) et de sa femme Nathalie, comtesse de Tiesenhausen (Waldau, 31 mars 1810 - Saint-Pétersbourg, 18 juin 1899), il est père de quatre enfants : 
- le prince Boris Léonidovitch Wiazemsky, comte Levachov (1883-1917), tué en gare de Lotarevo par des soldats acquis à la propagande des bolcheviks[4] ;
- le prince Dimitri Léonidovitch Wiazemsky, comte Levachov (1884-1917), gentilhomme à la Cour impériale, tué par balles à Saint-Pétersbourg pendant les troubles de la Révolution de Février 1917[5], père de :
  - le prince Léonide Dmitriévitch Wiazemsky, comte Levachov (1913 - 1968)
  - la princesse Alexandra Dmitrievna Wiazemskaya, comtesse Levachova (1915 - 1992), épouse du colonel Marcel Donzeau (1895 - 1976)
- la princesse Lydia Léonidovna Wiazemskaya, comtesse Levachova (1886-1948), épouse en 1909 le prince Hilarion Sergueïevitch Vassiltchikov (Saint-Pétersbourg, 15 avril 1881 - Baden-Baden, 3 juin 1969) ;
- le prince Wladimir Léonidovitch Wiazemsky, comte Levachov (8 avril 1889 - Paris, 19 mars 1960), émigré en France après la révolution, acteur de cinéma[6], marié avec la comtesse Sophia puis Sophie Ivanovna Vorontzova-Dachkova puis Worontzoffa-Dachkoffa (1 aout 1892 - 30 janvier 1958), père de :
  - le prince Ivan puis Yvan ou Jean Wladimirovich Wiazemsky, comte Levachov (Saint-Pétersbourg, 12 février 1915 - Paris, 8 janvier 1964), naturalisé français après que sa famille eut émigré en France, diplomate, marié avec Claire Mauriac (1917 - 1992), fille de François Charles Mauriac (Bordeaux, 11 octobre 1885 - Paris, 1er septembre 1970) et de sa femme (Talence, 2 juin 1913) Jeanne Lafon (Oran, 2 octobre 1893 – Paris 8e, 21 avril 1983) et soeur de Claude Mauriac (25 avril 1914 – 22 mars 1996), Luce Mauriac (17 avril 1919 - 16 octobre 2011) et Jean Mauriac (15 août 1924), père de :
    - la princesse Anne France Sophie Wiazemsky, princesse Wiazemsky, comtesse Levachova (Berlin, 14 mai 1947 - Paris, 5 octobre 2017), mariée à Begnins, 21 juillet 1967 et separée en 1970 Jean-Luc Godard (Paris, 3 décembre 1930), sans déscendance[7] Anne Wiazemsky s'est largement inspirée dans ses romans Une poignée de gens et Aux quatre coins du monde de ces membres de sa famille.
    - le prince Pierre Constantin Athanase Wiazemsky, comte Levachov, "Wiaz" (Rome, 24 avril 1949), marié première fois et divorcé sans déscendance et marié deuxième fois en 1984 avec Régine Marie Léone Deforges (Montmorillon, 15 août 1935 - hôpital Cochin, Paris, 3 avril 2014), fille de Clément Deforges (Leignes-sur-Fontaine, 20 november 1911 - Montmorillon, 21 octobre 2009), représentant de commerce, et de sa femme (Montmorillon, 3 décembre 1934) Bernadette Marie Thérèse Peyon (Montmorillon, 12 février 1914 - ?), dactylographe, père de:
      - la princesse Léa Sophie Claire Bernadette Wiazemsky, comtesse Levachova (Paris, 30 décembre 1979), mère de :
        - Nora